# Filip Hlúpik
Filip Hlúpik (Uherské Hradiště, 30 aprile 1991) è un calciatore ceco, centrocampista del Ladendorf.

## Carriera

### Club
Ha giocato nella prima divisione ceca.

### Nazionale
Ha giocato nella nazionale ceca Under-18.